# جیووانی وکینا
جیووانی وکینا (به ایتالیایی: Giovanni Vecchina) بازیکن فوتبال و اهل ایتالیا است که از سال ۱۹۲۸ میلادی عضو تیم ملی فوتبال ایتالیا بوده و در ۲ بازی ملی حضور داشته‌است. او در بازی‌های ملی‌اش گلی به ثمر نرساند.
جیووانی وکینا آخرین بازی ملی خود را در سال ۱۹۳۱ میلادی انجام داد.